# 1280
1280 (MCCLXXX) je bilo prestopno leto, ki se je po julijanskem koledarju začelo na ponedeljek.

## Dogodki

### Mongolski imperij
- 27. januar - Kublajkan izda dekret proti obrednemu klanju muslimanov in judov, ker jih je smatral za žaljive mongolskim običajem.
- Damaščanski guverner Sungur ne prizna nadoblasti egiptovskega mameluškega sultana Kalavuna, ki upor zatre. Nemirno Sirijo z zanimanjem spremljajo Mongoli iz Ilkanata. ↓
- september → Invazija Mongolov Ilkanata na Sirijo: Mongoli pod vodstvom Abaka kana udarijo pri prelazu Belen, ki odpira Kilikijsko Armenijo v notranjost Sirije. ↓
- 20. oktober → Mongoli osvojijo Alep. Od tam predlagajo križarjem skupno sodelovanje proti muslimanom. Križarji se ne odzovejo, ker imajo z mameluki sklenjen desetletni mir. Ciprski kralj Hugo III. poskuša intervenirati, vendar ga mameluška vojska zadrži stran od Mongolov. Manjše uspehe imajo proti mamelukom le hospitalci, ki pa nase ne vežejo večjih sil. 1281 ↔
  - Odstavljeni mameluški sultan Al-Said Barakah umre v ujetništvu v trdnjavi Al-Karak.
- Zlata horda: umrlega kana Mengu-Timurja nasledi nečak Tuda Mengu. De facto oblast ima bolj kot ne Nogaj Kan.
- Ivajlov kmečki upor, Bolgarija: bolgarski cesar Ivan Asen III. pobegne nazaj na bizantinski dvor pred uporniško kmečko vojsko, ki jo vodi samooklicani bolgarski car Ivajlo. Praznino na prestolu izkoristi Asenov svak Jurij Terter, ki združi sprto plemstvo. Na kmečke upornike močno pritiska mongolska vojska Zlate horde, ki jo vodi vojskovodja Nogaj Kan. 1281 ↔

### Ostalo
- 10. februar - Po smrti grofice Hainauta Margarete II. nasledi grofijo drugi sin iz prvega zakona Ivan Hainauški. Flandrijo je že prej prepustila najstarejšemu sinu Gvidu.
- 22. marec - Novi berlinski grb: na vsako stran poleg brandenburškega orla v centru umeščena dva medveda v čast ustanovitelju mesta Albertu Medvedu.

- 9. maj - Umrlega norveškega kralja Magnusa VI. nasledi mladoletni sin Erik II.. regentstvo prevzame Erikova mati, kraljica Ingeborg Danska.
- 23. junij - Bitka za Moclín: vojska Granadskega emirata iz zasede uničujoče porazi invazijsko kastiljsko vojsko. Polovica kastiljske vojske je uničena, skupaj z večino vitezov Reda Svetega Jakoba.
- Madžarski kralj Ladislav IV. ima manjše težave s sicer avtonomnimi in poganskimi Kumani, ki se po papeževem dekretu nočejo spreobrniti v krščanstvo. Papež Nikolaj III. kralja izobči in postavi Ogrsko pod interdikt. Kralj naščuva Kumane nad papeškega legata Filipa iz Ferma, ki ga ujamejo in zaprejo, v trenutku nepazljivosti pa kralja Ladislava zajame transilvanijski vojvoda Finta Aba. Sporazumno in z obljubo o takojšnji spreobrnitvi Kumanov sta potem oba izpuščena. Ladislav IV., ki je tudi sam po materini strani kumanskega rodu, Kumane s težavo zadržuje. 1281 ↔
- 22. avgust - Umre papež Nikolaj III.. Krajša sedisvakanca → 1281
- avgust - Obleganje Berata (1280-1281): sicilski[1] kralj Karel Anžujski poskuša na vsak način osvojiti Bizantinsko cesarstvo. Prva ovira je utrdba Berat ob Vii Egnatiji, ki jo nadzorujejo Bizantinci. Obleganje Berata vodi sicilski general Hugo de Sully, ki na težavnem terenu napreduje počasi, a uspešno. 1281 ↔
- Ostareli beneški dož Jacopo Contarini abdicira in se upokoji.[2] Nasledi ga 48. beneški dož Giovanni Dandolo.
- Stavka delavcev v Flandriji. Upor zajame tekstilna središča Douai, Ypres in Bruges.
- Savojski grof Tomaž III. aneksira Torino, ki ima okoli 20.000 prebivalcev.
- Dekret iz Alsnöja: švedski kralj Magnus III. oprosti plačevanja davkov tisto plemstvo, ki prispeva težko viteško konjenico.

## Rojstva
- Alice Kyteler, hiberno-normanska dama obtožena čarovništva († 1325)
- Ana Habsburška, mejna grofinja Brandenburg-Salzwedela, vojvodinja Wrocława († 1328)
- Ana Kašinska, ruska plemkinja in svetnica († 1368)
- papež Benedikt XII. († 1342)
- Birger Magnusson, švedski kralj († 1321)
- Blanka Anžujska, neapeljska princesa, aragonska in sicilska kraljica († 1310)
- Edward Bruce, škotski plemič, irski nadkralj, grof Carrick († 1318)
- Giovanni da Valente, 3. genovski dož († 1360)
- Gvido II. de la Roche, atenski vojvoda († 1308)
- Ivan II. Viennoiški, dauphin Viennoisa[3] († 1319)
- Janez Jandunski, francoski filozof in teolog  († 1328)
- Mansa Musa, vladar Malijskega imperija († 1337)
- Mihael III. Šišman Asen[4], bolgarski car († 1330)
- Peter Aureol, francoski filozof in teolog  († 1322)
- Pietro Lorenzetti, italijanski (sienski) slikar († 1348)
- Ranulf Higden, angleški kronist († 1364)
- Štefan Vladislav II., sremski kralj († 1325)
- Tino di Camaino, italijanski (napolitanski) kipar († 1337)
- Valdemar Brandenburški, mejni grof Brandenburg-Stendala († 1319)
- Valdemar Magnusson, švedski princ, vojvoda Finske, brat kralja Birgerja († 1318)
- Werner von Orseln, veliki mojster vitezov križnikov († 1330)
- Wu Zhen, kitajski slikar († 1354)

## Smrti
- 10. februar - Margareta II. Flandrijska, grofica Flandrije in Hainauta (* 1202)
- 9. maj - Magnus VI., norveški kralj (* 1238)
- 2. junij - Jolanda II., grofica Neversa (* 1247)
- 23. junij - Gonzalo Ruiz Girón, veliki mojster viteškega reda Svetega Jakoba
- 22. avgust - papež Nikolaj III. (* 1225)
- 15. november - Albert Veliki, nemški filozof, teolog, naravoslovec, škof in svetnik (* 1193)

Neznan datum
- Al-Said Barakah, mameluški sultan Egipta (* 1260)
- Enni Benen, japonski zen budistični menih (* 1202)
- Ivajlo, bolgarski car (* ni znano)
- Jacopo Contarini, 47. beneški dož (* 1194)
- Koun Edžo, japonski zen budistični menih (* 1198)
- Mengu-Timur, mongolski kan Zlate horde (* 1204)